# Trípoli (districte)
El districte de Trípoli o districte de Taràbulus (àrab: شعبية طرابلس, xa'biyyat Ṭarābulus) és un dels vint-i-dos districtes o xabiyya en els quals se subdivideix internament a Líbia. La seva capital és també la capital del país, la ciutat de Trípoli.
Aquest districte es va crear l'any 2007 i actualment comparteix fronteres amb el districte de Zauiya i el districte d'Al Jfara.

## Població i superfície
Posseeix una població composta per 1.682.000 persones i una superfície de 400 quilòmetres quadrats. La densitat poblacional és de 4.205 habitants per cada quilòmetre quadrat del Districte de Trípoli.

## Límits
El districte limita amb la costa mediterrània al nord (Golf de Trípoli). A terra limita amb els districtes de Zauiya a l'oest, Al Jfara al sud-oest, Al Jabal al Gharbi al sud i Al Murgub a l'est.